# Xã Lincoln, Quận Stone, Missouri
Xã Lincoln (tiếng Anh: Lincoln Township) là một xã thuộc quận Stone, tiểu bang Missouri, Hoa Kỳ. Năm 2010, dân số của xã này là 781 người.